# Ипогриф (лансон)
«Ипогриф» — лансон Черноморского флота Российской империи, участник русско-турецкой войны 1787—1791 годов. Лансон находился в составе флота с 1790 года, во время войны использовался для перевозки войск, принимал участие в прорывы в Сулинское гирло Дуная, взятии крепостей Тульча и Исакча. После войны находился в составе гребного флота. 

## Описание судна
Парусно-гребной лансон с деревянным корпусом. Лансоны в российском флоте по большей части строились во время русско-турецкой войны 1787—1791 годов по образцу трофейных турецких судов и представляли собой небольшие одно- или двухмачтовые парусно-гребные суда, предназначавшиеся для действий против гребных судов противника, транспортировки войск, высадки десантов и содействию действиям войск на побережье. Длина судна составляла 21,4 метра, ширина — 5,9 метра, а осадка — 2,7 метра.

## История службы
Лансон «Ипогриф» были заложен на стапеле одной из верфей, находившихся на Днестре, и после спуска на воду в 1790 году вошёл в состав Черноморского флота.
Лансон принимал участие в русско-турецкой войне 1787—1791 годов. В кампанию 1790 года в составе гребной флотилии под командованием генерал-майора И. М. де Рибаса 13 (24) октября ушёл от Гаджибея к устью Дуная. 20 (31) октября и 21 октября (1 ноября) участвовал в прорыве в Сулинское гирло Дуная, во время которого в составе отряда подполковника де Рибаса участвовал в высадке десанта, захватившего защищавшие вход в реку турецкие батареи. 
7 (18) ноября судно принимало участие в захвате турецкой крепости Тульча, а 13 (24) ноября — крепости Исакча.
После войны до 1795 года находился в составе гребной флотилии на Чёрном море.

### Комментарии
1. ↑  В большинстве источников, в том числе в «Списке русских военных судов» Ф. Ф. Веселаго упоминается в качестве лансона, однако во втором томе справочника А. А. Чернышёва «Российский парусный флот» отнесен к так называемым «мореходным» судам[1][2].
2. ↑  70 фута[2].
3. ↑  19 футов 6 дюймов[2].
4. ↑  8 футов 9 дюймов[2].
5. ↑  Точное местоположение верфи не сохранилось[1].